# Amphipoea nigrisignata
Amphipoea nigrisignata är en fjärilsart som beskrevs av Barend J. Lempke 1965. Amphipoea nigrisignata ingår i släktet Amphipoea och familjen nattflyn. Inga underarter finns listade i Catalogue of Life.